# جانسن‌ویل (ایندیانا)
جانسن‌ویل (به انگلیسی: Johnsonville) یک منطقهٔ مسکونی در ایالات متحده آمریکا است که در شهرستان وارن، ایندیانا واقع شده‌است. جانسن‌ویل ۲۰۷ متر بالاتر از سطح دریا واقع شده‌است.